# Historia plantarum
Historia plantarum (др.-греч. Περὶ φυτῶν ἱστορίας, «История растений») — основополагающее сочинение Теофраста по ботанике. Трактат состоит из 9 книг и посвящен систематике, морфологии и анатомии растений. В сочинении Теофраста описано около 500 видов растений. На латынь трактат был переведён только в XV веке Федром Газой. Русский перевод 1916 года озаглавлен как «Исследование о растениях».

## Содержание
Теофраст противопоставляет растения животным на основании отсутствия принципа подвижности. Далее он переходит к частям растений, выделяя листья, корень, кору, плоды, сок, стебель и ветви. Сами растения он классифицирует на деревья, кустарники, многолетние растения и травы. В последней 9-й книге Теофраст касается лекарственных свойств растений. Так он пишет, что корень папоротника является средством против глистов.